# Siphona angusta
Siphona angusta är en tvåvingeart som beskrevs av Louis-Paul Mesnil 1959. Siphona angusta ingår i släktet Siphona och familjen parasitflugor.
Artens utbredningsområde är Tanzania. Inga underarter finns listade i Catalogue of Life.